# يان بريتون (لاعب كرة قدم)
يان بريتون (بالإنجليزية: Ian Britton) هو مدرب كرة قدم ولاعب كرة قدم بريطاني، ولد في 20 ديسمبر 1956 في إنجلترا في المملكة المتحدة. لعب مع برمنغهام سيتي ونادي تلفورد يونايتد ونادي والسول.

## وصلات خارجية
- يان بريتون على موقع Soccerbase.com (مدرب) (الإنجليزية)